# Женевська зустріч Україна — ЄС — США — Росія
Чотиристоронні переговори щодо врегулювання збройного конфлікту між Росією та Україною  за участі вищих дипломатичних представників України, ЄС, США та Росії відбулася в Женеві 17 квітня 2014 року. Делегації очолювали міністр закордонних справ України Андрій Дещиця, держсекретар США Джон Керрі, високий представник ЄС Кетрін Ештон та міністр закордонних справ Росії Сергій Лавров. На зустрічі після багатогодинних дискусій було досягнуто домовленостей про звільнення захоплених споруд в Україні та амністії протестувальників. США, Європейський Союз і Росія зобов'язалися підтримати Спеціальну моніторингову місію ОБСЄ, яка відіграватиме провідну роль у сприянні українській владі та місцевим громадам в негайній реалізації заходів, спрямованих на деескалацію ситуації. Країни Заходу призупиняють запровадження додаткових економічних санкцій проти Росії, ввести які вони готувалися в разі провалу женевських переговорів.

## Попередні події
Від листопада 2013 року в Україні пройшли бурхливі події. Масові протести проти скасування євроінтеграції і розвороту у бік Росії, проти корумпованої влади та проти свавілля міліції привели до відставки уряду Миколи Азарова і втечі до Росії президента Віктора Януковича.
Зміна влади викликала обурення у Кремлі. Москва відмовилася визнавати новий український уряд та відкликала свого посла з Києва. Через російський парламент 1 березня 2014 року було проведений дозвіл президентові Путіну використовувати війська в Україні «до стабілізації обстановки». Російська армія провела декілька масштабних навчань у своїх південному і західному військових округах, і сконцентрувала на кордонах України десятки тисяч солдат з наступальними озброєннями.
У Криму 27 лютого 2014 року був окупований парламент, блоковані українські військові частини і негайно 16 березня проведений референдум про входження Криму до Російської федерації. Крим і Севастополь були анексовані, Росія знехтувала Будапештським меморандумом 1994 року і Договором про дружбу між Росією та Україною, котрі гарантували невтручання у внутрішні справи, визнання і непорушність кордонів.
По тому протести, підтримувані з Росії, охопили східні області України, головно Донецьку область. В кількох містах були захоплені і стали утримуватися адміністративні споруди, серед яких обласна держадміністрація і обласна рада, міськради, відділи управлінь міліції, СБУ, прокуратури.
На початку квітня 2014 р. Росія вторглася на схід України силами розвідувально-диверсійних підрозділів збройних сил Російської Федерації. Російські військові, застосовуючи зброю, намагалися зайняти у Слов'янську та Красному Лимані Донецької області ряд державних установ та будинки силових структур. Вони також роздають зброю і допомагають сепаратистам в розхитуванні ситуації.
Виконувач обов'язків президента Олександр Турчинов оголосив про антитерористичну операцію, до якої на підсилення правоохоронцям були надані військові підрозділи. В Слов'янську, Краматорську, Маріуполі відбулися зіткнення правоохоронців і військ з проросійськими активістами і російськими диверсантами, які незважаючи на стриманість української сторони, призвели до людських жертв.
На міжнародній арені Росія опинилася в ізоляції. Провідні міжнародні інституції засудили дії Росії; Європейський Союз, США, Канада, Японія та Австралія ввели обмежені санкції.
У цих умовах готувалася зустріч в Женеві, головною задачею якої було послабити напруження в Україні та біля її кордонів. Участь Росії до останніх годин була під питанням, Лавров погодився приїхати в день зустрічі. Серед іншого, Москва наполягала на присутності на міністерській зустрічі «представників Південного сходу», серед яких називала імена Михайла Добкіна, Олега Царьова та Сергія Тігіпка.

## Позиція України
Українська делегація отримала від Уряду директиви оголосити вимоги представникам Російської федерації:
- припинити підтримку терористів у східних регіонах України,
- відкликати своїх диверсантів та спецпризначенців звідти,
- скасувати рішення Держдуми про дозвіл на використання військ в Україні і,
- зрештою, повернути анексований Крим

## Домовленості
Згідно із заявою, усі сторони зустрічі в Женеві 17 квітня 2014 — голови зовнішньополітичних відомств України, США, ЄС та Росії — зобов'язалися утриматися від будь-яких форм насильства, залякування або провокаційних дій. Учасники зустрічі рішуче засудили та відкинули всі прояви екстремізму, расизму та релігійної нетерпимості, включаючи прояви антисемітизму.
Як ідеться в заяві, всі незаконні озброєні формування мають бути роззброєнні; усі незаконно захоплені будівлі мають бути повернуті законним власникам; всі незаконно захоплені вулиці, площі та інші громадські місця в українських містах і містечках мають бути звільнені.
Усім учасникам протестів і тим, хто звільнить будівлі та інші громадські місця та добровільно складе зброю, буде гарантована амністія, за винятком тих, кого буде визнано винним у скоєнні тяжких злочинів.
Домовлено, що Спеціальна моніторингова місія ОБСЄ буде відігравати провідну роль у сприянні українській владі та місцевим громадам у негайній реалізації цих заходів, спрямованих на деескалацію ситуації вже найближчими днями там, де це найбільш необхідно. США, ЄС та Росія зобов'язуються підтримати цю місію, в тому числі шляхом надання спостерігачів.
Анонсований конституційний процес буде всеохопним, прозорим і відповідальним. Він включатиме негайне започаткування широкого національного діалогу, який враховуватиме інтереси всіх регіонів і політичних утворень України, а також дозволить врахувати громадську думку та запропоновані зміни, йдеться у заяві.
Учасники зустрічі наголосили на важливості економічної та фінансової стабільності в Україні та висловили готовність обговорити додаткову підтримку по мірі імплементації вищезазначених кроків.